# Філпя
Філпя (рум. Filpea) — село у повіті Харгіта в Румунії. Входить до складу комуни Субчетате.
Село розташоване на відстані 275 км на північ від Бухареста, 63 км на північний захід від М'єркуря-Чука, 138 км на схід від Клуж-Напоки, 135 км на північ від Брашова.

## Населення
За даними перепису населення 2002 року у селі проживали 383 особи.
Національний склад населення села:
| Національність | Кількість осіб | Відсоток |
| -------------- | -------------- | -------- |
| румуни         | 309            | 80,7%    |
| угорці         | 44             | 11,5%    |
| цигани         | 30             | 7,8%     |

Рідною мовою назвали:
| Мова      | Кількість осіб | Відсоток |
| --------- | -------------- | -------- |
| румунська | 339            | 88,5%    |
| угорська  | 44             | 11,5%    |